# Laszlo Erdelyi
Laszlo Erdelyi es un periodista, editor y crítico uruguayo.
Realizó sus estudios en la Universidad de la República.
Trabaja en El País suplemento Cultural como jefe editor. Escribió el prólogo del libro Ya no quedan héroes.
Erdelyi fue galardonado con el Premio Legión del Libro otorgado por la Cámara Uruguaya del Libro.
En 2011 publicó el libro Escritos sobre arquitectura. Eladio Dieste, compilado por Laszlo Erdelyi y Graciela Silvestri.